# Dolní Životice (železniční zastávka)
Dolní Životice jsou zastávka a nákladiště (dříve železniční stanice), která se nachází v jihozápadní části obce Dolní Životice v okrese Opava. Zastávka a nákladiště leží v km 12,897 neelektrizované jednokolejné železniční trati Opava východ – Svobodné Heřmanice mezi zastávkami Štáblovice a Litultovice.

## Historie

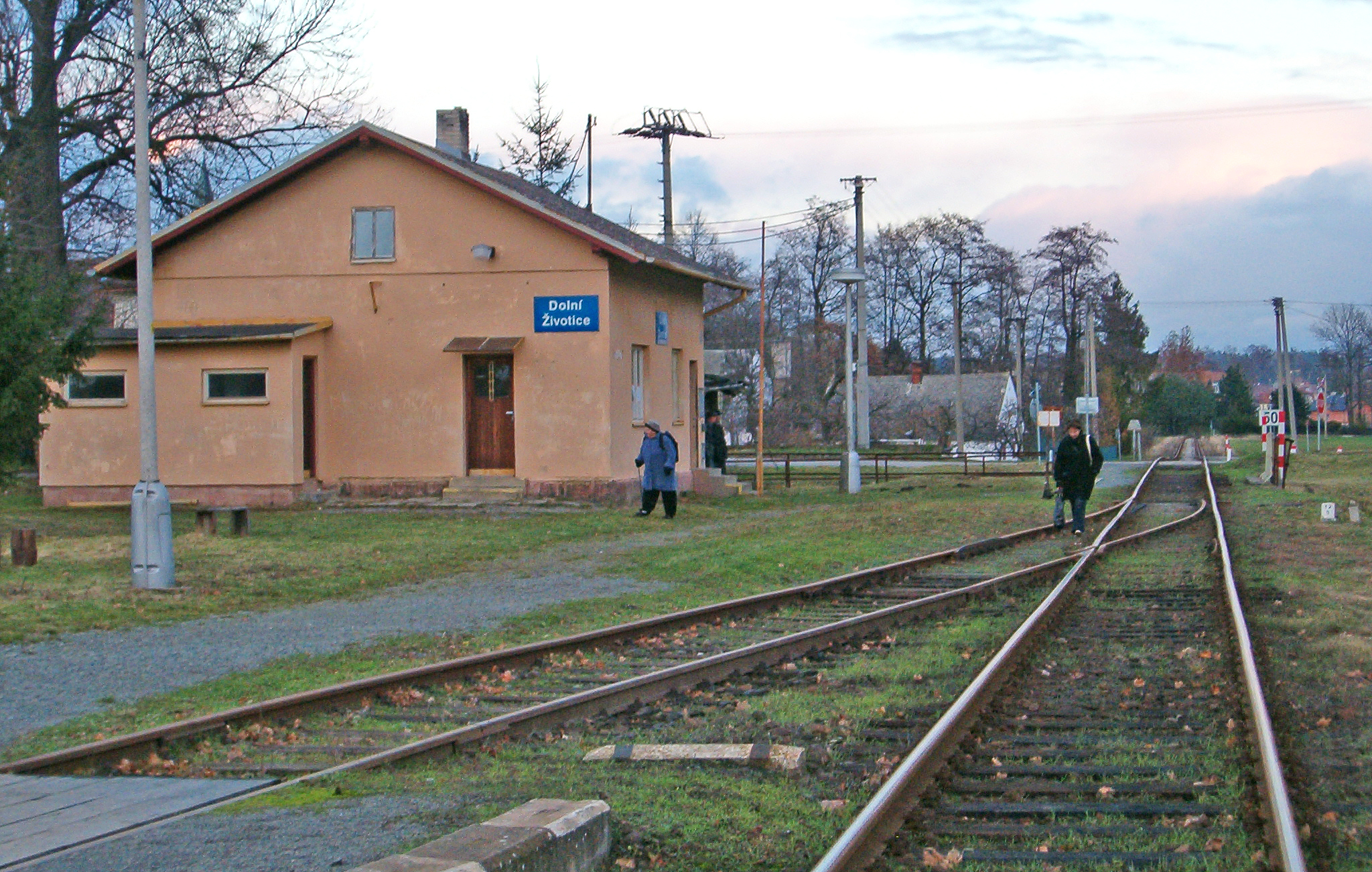
Budova nádraží v roce 2007

Nádraží s tehdejším názvem Schönstein bylo zprovozněno 29. června 1892, tedy současně se zahájením provozu tratě z Opavy do Horního Benešova společností Severní dráha císaře Ferdinanda. Po vzniku Československa se používal český název Životice dolní, který byl v roce 1921 změněn na Životice ve Slezsku a nakonec v roce 1928 na Dolní Životice. Tento název se používá dosud, s výjimkou let 1938-1945, kdy nádraží neslo německý název Schönstein.
Ještě v jízdním řádu platném od 15. prosince 2019 se jednalo o dopravnu D3, ale v jízdním řádu platném od 13. prosince 2020 už byly Dolní Životice „jen“ zastávka a nákladiště.
Každodenní obsluha Dolních Životic osobními vlaky byla ukončena 6. dubna 2014. Ještě téhož roku se osobní vlaky na trať, a tedy i do Dolních Životic, vrátily, ale již jen o víkendech v letní sezoně.

## Popis zastávky a nákladiště

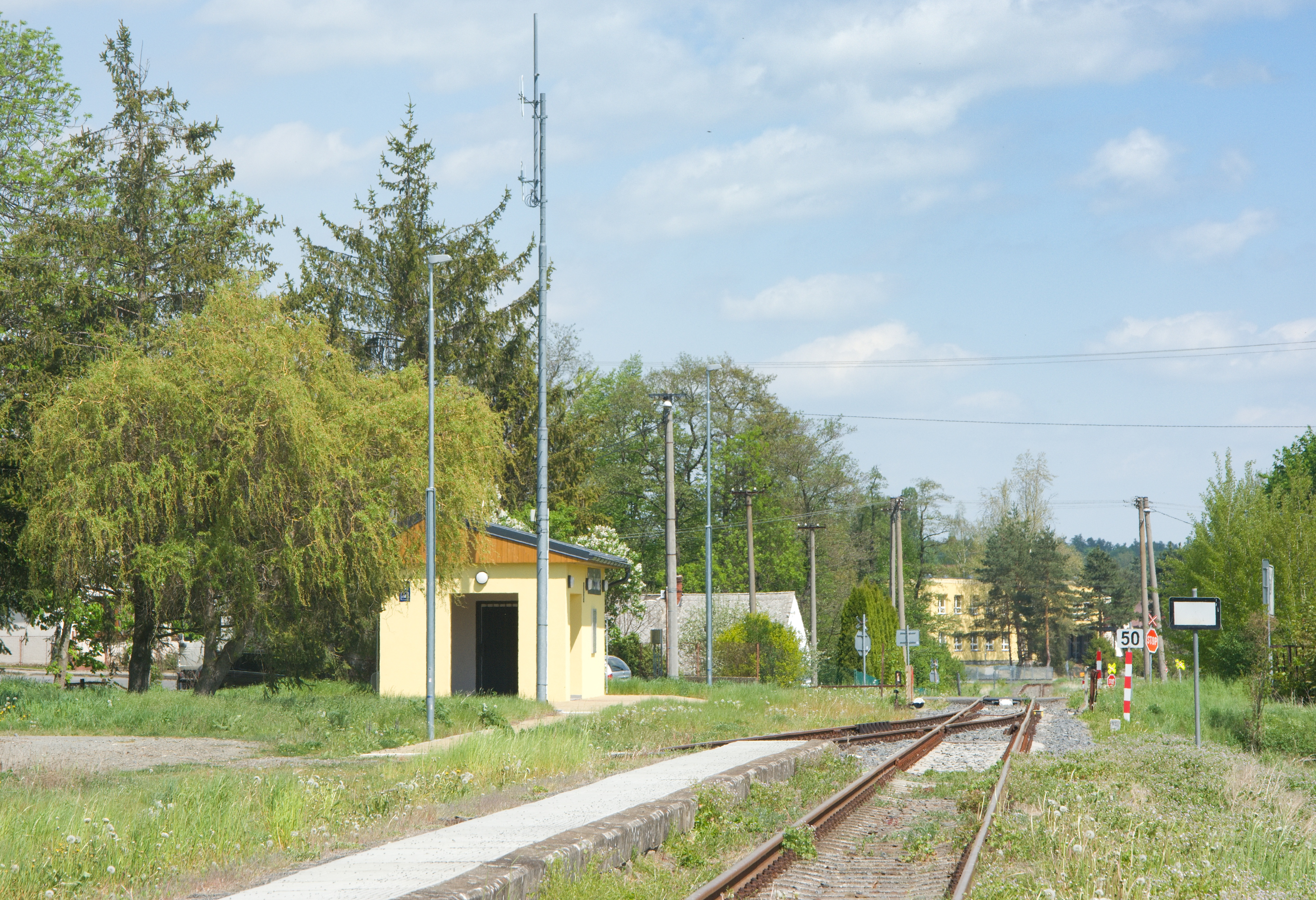
Nástupiště v roce 2022

Před změnou statusu na zastávku a nákladiště byla dopravna kryta lichoběžníkovými tabulkami umístěnými v km 12,793 (ve směru od odbočky Moravice) a v km 13,198 (ve směru od Mladecka). I tehdy byla v dopravně pouze jedna dopravní kolej (č. 1 s užitečnou délkou 111 m), na straně u budovy se nacházela manipulační a odstavná kolej č. 2 (užitečná délka 103 m), která byla napojena výhybkami na obou zhlavích dopravny.
I po překvalifikování bodu na zastávku a nákladiště je kolejiště beze změn (stav v roce 2022). U koleje č. 1 je zřízeno úrovňové nástupiště o délce 62 metrů a s nástupní hranou ve výšce 200 mm nad temenem kolejnice. Příchod na nástupiště je po úrovňovém přechodu přes kolej č. 2.